# 229. pehotni polk (Italija)
229. pehotni polk Campobasso je bil pehotni polk Kraljeve italijanske kopenske vojske.

## Zgodovina
Med prvo svetovno vojno je bil polk nastanjen na soški fronti.